# Aktivierung (Psychologie)
Der Begriff Aktivierung bezeichnet das Auslösen innerer Erregungen (Emotionen) beziehungsweise die Anregung des Vegetativen Nervensystems als Antrieb (menschlichen) Verhaltens und der Lernbereitschaft. Die Aktivierung löst nicht nur Emotionen aus, sie steuert auch andere neurovegetative und hormonelle Prozesse sowie zahlreiche motorische Handlungen wie zum Beispiel Angriff- oder Fluchtreaktion. Insgesamt wird der Körper durch die Aktivierung des vegetativen Nervensystems in einen Zustand höchster Leistungsbereitschaft und Aufmerksamkeit versetzt.